# Бозонна зоря
Бозонна зоря — гіпотетичний астрономічний об'єкт, що складається з бозонів (на відміну від звичайних зір, що складаються переважно з ферміонів). Для того, щоб подібний тип зір міг існувати, повинні існувати стабільні бозони з малою масою. Станом на 2002 рік немає жодних вагомих підстав припускати, що подібні зорі існують, а єдиним відомим стабільним бозоном є фотон — безмасова частинка, яка завжди рухається зі швидкістю світла. Подвійні бозонні зорі, можливо, можуть бути виявлені за їхнім гравітаційним випромінюванням.
Бозонні зорі могли сформуватися в результаті гравітаційного колапсу на початкових стадіях розвитку Всесвіту після Великого вибуху. Надмасивна бозонна зоря може, принаймні теоретично, перебувати в центрі галактики, і це може пояснити деякі властивості активних ядер галактик. Бозонні зорі також розглядаються як можливі складові темної матерії.

## Інтернет-ресурси
- Miller, J.C.; Shahbaz, T.; Nolan, L.A. (1997). Are Q-stars a serious threat for stellar-mass black hole candidates?. Monthly Notices of the Royal Astronomical Society. 294 (2): L25—L29. arXiv:astro-ph/9708065. doi:10.1111/j.1365-8711.1998.01384.x. S2CID 715726.
- Abramowicz, Marek A.; Kluzniak, Wlodek; Lasota, Jean-Pierre (2002). No observational proof of the black-hole event-horizon. Astronomy & Astrophysics. 396 (3): L31—L34. arXiv:astro-ph/0207270. Bibcode:2002A&A...396L..31A. doi:10.1051/0004-6361:20021645. S2CID 9771972.
- Could preon stars reveal a hidden reality?. New Scientist. № 2643. 6 лютого 2008.
- Micro-stars may manage to avoid black-hole fate. New Scientist. № 2472. 6 листопада 2008.
- Dai, De-Chang; Lue, Arthur; Starkman, Glenn; Stojkovic, Dejan (2010). Electroweak stars: How nature may capitalize on the standard model's ultimate fuel. Journal of Cosmology and Astroparticle Physics. 2010 (12): 004. arXiv:0912.0520. Bibcode:2010JCAP...12..004D. doi:10.1088/1475-7516/2010/12/004. S2CID 118417017.
- Theorists Propose a New Way to Shine – And a New Kind of Star: 'Electroweak'. ScienceDaily. 15 грудня 2009. Процитовано 16 грудня 2009. {{cite web}}: Проігноровано невідомий параметр |df= (довідка)
- A New Way To Shine, A New Kind Of Star. SpaceDaily. 16 грудня 2009. Процитовано 16 грудня 2009. {{cite web}}: Проігноровано невідомий параметр |df= (довідка)
- Theorists propose a new way to shine — and a new kind of star. Astronomy Magazine. 15 грудня 2009. Процитовано 16 грудня 2009. {{cite magazine}}: Проігноровано невідомий параметр |df= (довідка)
- Astronomers Predict New Class of 'Electroweak' Star. Technology Review. 10 грудня 2009. Архів оригіналу за 19 жовтня 2012. Процитовано 16 грудня 2009. {{cite web}}: Проігноровано невідомий параметр |df= (довідка)
- Vieru, Tudor (15 грудня 2009). New type of cosmic objects: Electroweak stars. Softpedia. Процитовано 16 грудня 2009. {{cite web}}: Проігноровано невідомий параметр |df= (довідка)
- Dai, De-Chang; Lue, Arthur; Starkman, Glenn; Stojkovic, Dejan (2010). Electroweak stars: How nature may capitalize on the standard model's ultimate fuel. Journal of Cosmology and Astroparticle Physics. 2010 (12): 004. arXiv:0912.0520. Bibcode:2010JCAP...12..004D. doi:10.1088/1475-7516/2010/12/004. S2CID 118417017.